# Vahselgletscher
Der Vahselgletscher ist ein Gletscher im Westen der Insel Heard im südlichen Indischen Ozean. Er fließt in westlicher Richtung zur South West Bay.
Teilnehmer der deutschen Gauß-Expedition (1901–1903) unter der Leitung Erich von Drygalskis nahmen 1902 eine grobe Kartierung vor. Drygalski benannte ihn nach Richard Vahsel (1868–1912), der an dieser Forschungsreise und dabei an Untersuchungen der benachbarten Atlas Cove beteiligt war.